# Julian Weigl
Julian Weigl (Bad Aibling, 8 de setembro de 1995) é um futebolista alemão que atua como volante. Defende atualmente o Borussia Mönchengladbach.

## Clubes

### Munique 1860
Weigl fez sua estreia pelo Munique 1860 na 2. Bundesliga em 14 de fevereiro de 2014 contra o Ingolstadt. Ele substituiu Yannick Stark aos 66 minutos na derrota por 2-0 fora de casa. Ele disputou 14 jogos na liga em sua primeira temporada pelo time principal do Munique 1860. Em sua primeira partida na temporada 2014-15 contra o Kaiserslautern, Weigl então com apenas 18 anos, foi o capitão do time - o mais jovem da história do clube. Após a segunda partida da temporada, Weigl foi multado e rebaixado ao segundo time com seus companheiros Vitus Eicher, Daniel Adlung e Yannick Stark após terem saído para beber e terem sido vistos falando coisas negativas sobre o clube.

### Borussia Dortmund
Após a temporada 2014-15, Weigl se transferiu para o Borussia Dortmund onde assinou contrato até 2019. Julian Weigl fez sua estreia oficial pelo Dortmund em 15 de agosto de 2015 na vitória contra o Borussia Mönchengladbach. Na temporada 2016-2017, suas atuações chegaram a despertar interesse de clubes como FC Barcelona, Real Madrid e Manchester City. 

### Sport Lisboa e Benfica
Na tarde de 31 de Dezembro de 2019, o Benfica comunicou a contratação do jogador por uma verba de 20 milhões de euros.  Weigl chegou a Lisboa a 2 de Janeiro de 2020 onde cumpriu os habituais testes médicos, antes de conhecer o Estádio da Luz. No mesmo dia assinou contrato até 30 de Junho de 2024 com cláusula de rescisão no valor de € 100.000.000 e foi oficialmente apresentado aos adeptos do seu novo clube.

### Borussia Mönchengladbach
Na tarde do dia 1 de setembro de 2022, Julian Weigl assinou com o Borussia Mönchengladbach.

## Seleção nacional
Weigl foi convocado pela primeira vez pela Alemanha para a disputa das eliminatórias de 2014 visando o Campeonato Europeu Sub-19, que seria conquistado pela Alemanha.Desde agosto de 2014 ele faz parte do elenco do time Sub-20. Em 13 de outubro de 2014 ele marcou seu primeiro gol pela Seleção no empate em 1-1 contra a Holanda Sub-20. Weigl estreou pela Alemanha Sub-21 em 3 de setembro de 2015, em amistoso contra a Dinamarca.
Estreou pela Seleção Alemã principal em 29 de maio de 2016 em partida amistosa contra a Eslováquia. O jogo terminou em uma decepcionante derrota por 3-1, mas dois dias depois, Weigl recebeu a confirmação que tinha sido convocado para o Euro, embora não tenha jogado nenhum jogo.

## Títulos
Borussia Dortmund
- Copa da Alemanha: 2016–17
- Supercopa da Alemanha: 2019

Benfica
- Primeira Liga: 2022–23

### Prêmios individuais
- 99º melhor jogador do ano de 2016 (The Guardian)[6]
- 76º melhor jogador do ano de 2016 (Marca)[7]